# Предраг Живкович Тозовац
Предраг Живкович, по прякор Тозовац (22 януари 1936 – 6 април 2021 г.) е един от най-известните сръбски народни певци и композитори.
Той също така е опитен акордеонист и артист, който се появява във филми и е домакин на няколко телевизионни музикални предавания.
Баща му Светозар е бил музикант и собственик на ресторант, докато майка му Будимка е домакиня.
Светозар Живкович е разстрелян през 1941 г. в Кралево по време на окупацията на Сърбия от Оста. Завършил гимназия в родния си град и през 1976 г. завършил Висшето икономическо училище в Белград.
Тозовац има двама извънбрачни сина и продължават да се носят истории, че Живкович е обичал много красавици, една от които била Биляна Ристич. След безброй приключения той най-накрая се оженил през есента на 2016 г., на 80 години, за дългогодишната си любима от над 30 години, Мима.
Живкович бил много откровен за авторските права и образованието на младите музиканти. 
Награден е със златен медал за заслуги към Република Сърбия през 2019 г. Умира на 6 април 2021 г. в Белград от коронавирус.